# Belmiro Valverde Jobim Castor
Belmiro Valverde Jobim Castor (Juiz de Fora, 26 de abril de 1942 — Curitiba, 29 de março de 2014) foi um advogado, economista, professor e escritor brasileiro.

## Biografia
Era filho de Carlos Castor de Menezes (1907-1988) e de Maria da Gloria Pinheiro Jobim (1919-1980). Sua mãe era filha do juiz Francisco Antenor Jobim (1867-1923) e de Joaquina "Quita" Pinheiro Machado (1879-?) e irmã mais nova da professora Sophia Jobim, do político Danton Jobim e do diplomata José Jobim. Recebeu esse nome em homenagem a Belmiro de Lima Valverde, que havia acolhido e criado os órfãos Jobim.
Com formação em direito pela Universidade do Estado da Guanabara e especialização na University of Southern California, recebendo PhD em administração pública com distinção, foi secretário de estado nas décadas de 1970 e 1980, diretor do Banco Bamerindus e escritor, sendo autor de livros como: “O Brasil Não É Para Amadores” (2000), também publicado nos Estados Unidos sob o título: "Brazil Is Not For Amateurs: Patterns of Governance in the Land of “Jeitinho”; “Tamanho Não é Documento” (2007); "Dicionário de Termos de Planejamento Estratégico" (2008), entre outros. 
Foi professor da Universidade Federal do Paraná, colunista da Gazeta do Povo e membro da Academia Paranaense de Letras desde 2005, quando passou a ocupar a cadeira 28.